# Romero (pielgrzym)

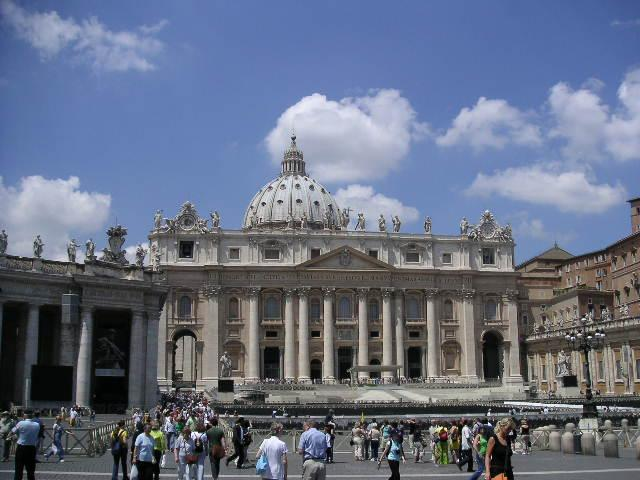
Rzym - cel pielgrzymek romeros

Romero, liczba mnoga romeros (od hiszp. Roma - Rzym) – nazwa pielgrzyma udającego się do Rzymu. Od tej nazwy powstało imię oraz nazwisko Romero.